# متتبعة العين

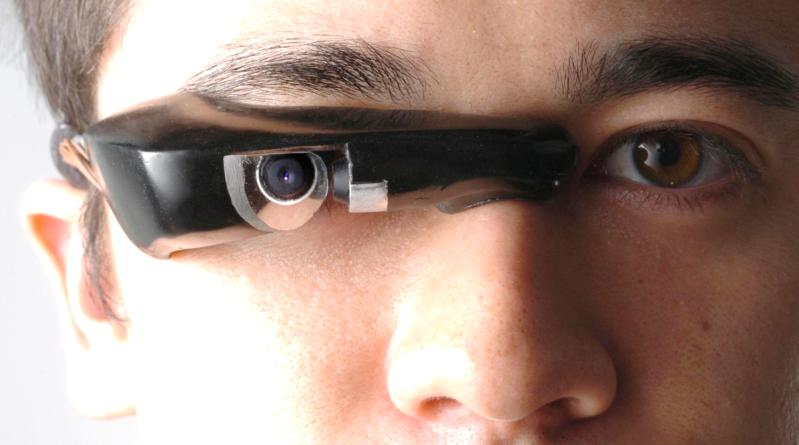
رجل يرتدي متتبعة العين ذو العين الواحدة

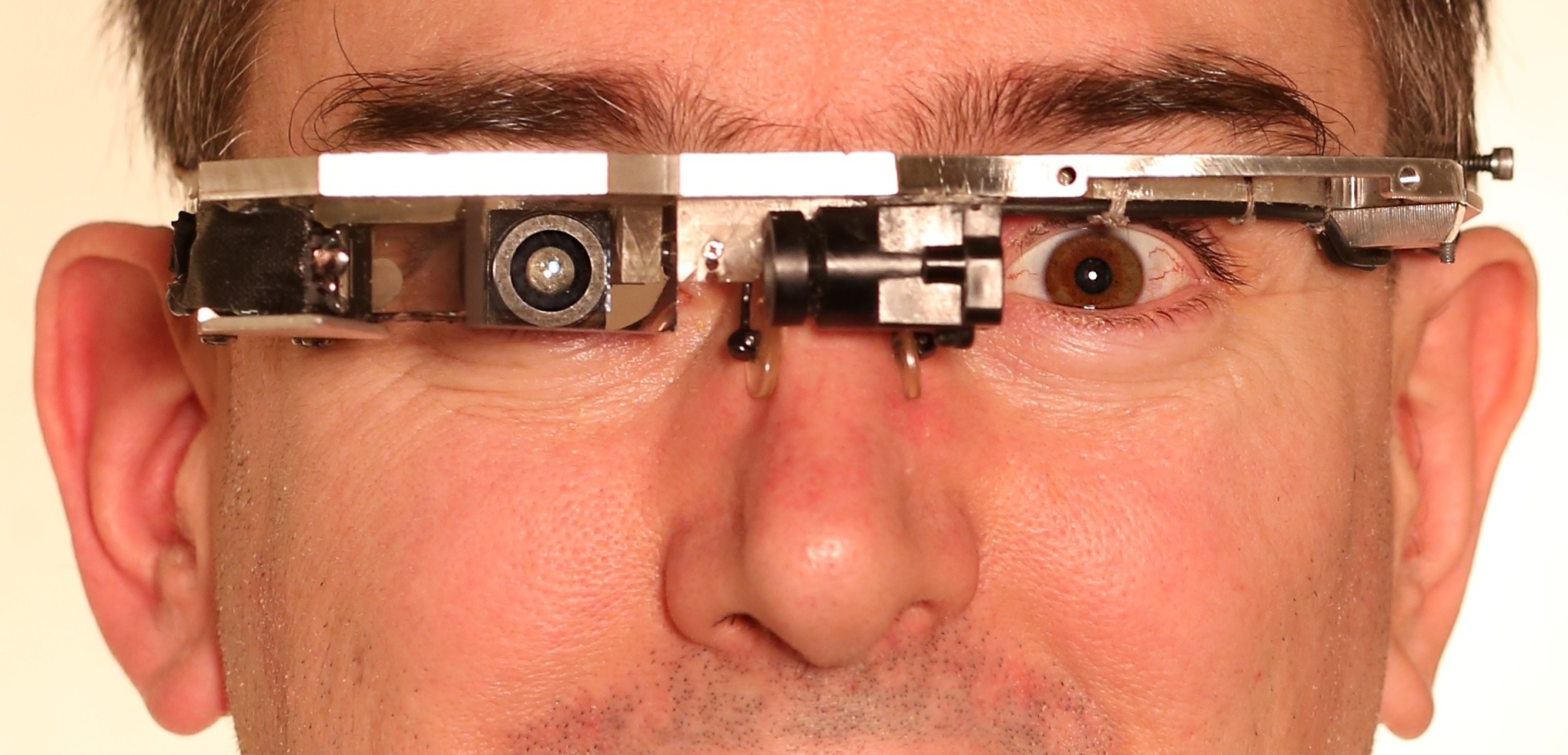
مخترع متتبعة العين ستيف مان يرتدي إطارًا معدنيًا Laser متتبعة العين (مصدر ضوء ليزر يتم التحكم فيه بواسطة الكمبيوتر يتم تشغيله من كاميرا "GlassEye")

متتبعة العين أو آيتاب (بالإنجليزية: EyeTap)‏ هو مفهوم لجهاز حاسوبي يمكن ارتداؤه أمام العين ويعمل كآلة تصوير لتسجيل المشهد المتاح للعين بالإضافة إلى شاشة عرض صور منشأة بالحاسوب على المشهد الأصلي متاحة للعين. يسمح هذا الهيكل لعين المستخدم بالعمل كشاشة وكاميرا حيث يستوعب العالم من حوله ويعزز الصورة التي يراها المستخدم مما يسمح له بتراكب البيانات التي تنشأ بالحاسوب فوق العالم الطبيعي الذي قد يراه المستخدم.

## مبدأ العمل
متتبعة العين عبارة عن مرآة نصف فضية أمام عين المستخدم، تعكس بعض الضوء إلى جهاز استشعار. يقوم المستشعر بعد ذلك بإرسال الصورة إلى الريماك (بالإنجليزية: aremac)‏، وهو جهاز عرض قادر على عرض البيانات بأي عمق مناسب. تنعكس الأشعة الناتجة من الريماك عن المرآة نصف الفضية إلى عين المستخدم مع أشعة الضوء الأصلية.
في بعض الحالات، تعرض متتبعة العين ضوء الأشعة تحت الحمراء، بالإضافة إلى مخطط التصميم العام لكيفية معالجتها للأشعة الضوئية.
رسم تخطيطي مفاهيمي لها:

## روابط خارجية
- الموقع الرسمي